# Julia Grantová

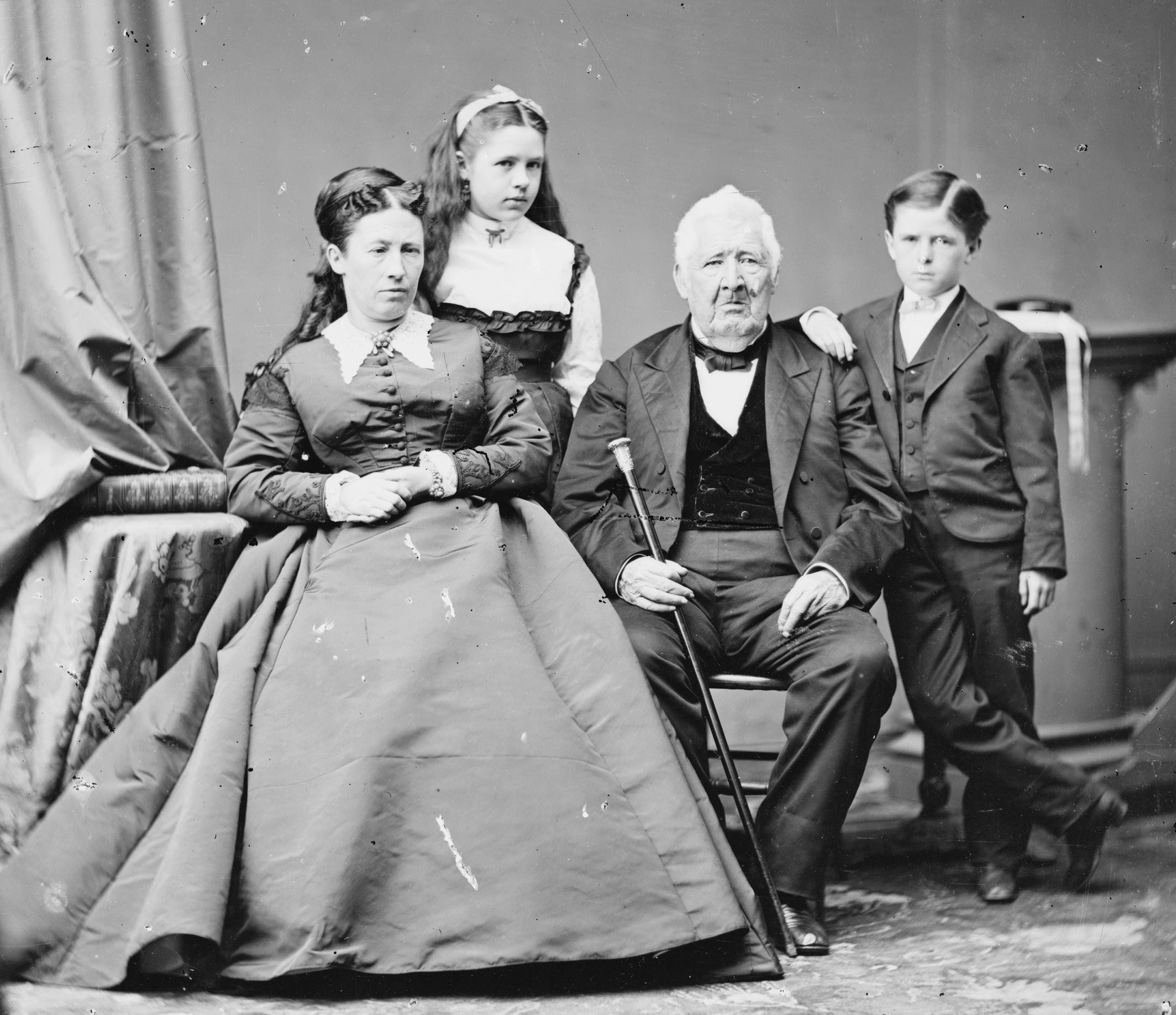
Levin Corbin Handy: Julia Grantová s rodinou

Julia Dentová Grantová (26. ledna 1826, St. Louis, Missouri – 14. prosince 1902, Washington, D. C.) byla manželkou 18. prezidenta USA Ulyssese Simpsona Granta a v letech 1869 až 1877 vykonávala funkci první dámy USA.
Pocházela z rodiny bohatého jižanského otrokáře. Své dětství prožila na rodinném statku,kde jednoho dne přivedl její starší bratr Frederick Dent (1820–1892) svého spolužáka Ulyssese Simpsona Granta. Dne 22. srpna 1848 si řeknou snoubenci své ano. Roku 1860 se i s manželem, třemi syny a dcerou stěhují do města Galena (stát Illinois). Během občanské války se její muž Ulysses svou houževnatostí a bojovností vypracuje na generála a nakonec vojska Unie dovádí až k vítězství. Proti válečnému hrdinovi Grantovi nemá jeho prezidentský protikandidát Horatio Seymour (1810–1886) šanci vyhrát a Ulysses je do úřadu uveden 4. března 1869. Sama Julia už se nemůže dočkat stěhování do Washingtonu a dřív, než si sbalí kufry, už plánuje, co všechno v Bílém domě změní. Bere to pěkně od podlahy. Kromě nákupu nového nábytku a ohromného množství nádherných šatů nezapomene ani na samotné zaměstnance. Ti teď musí ve službě nosit černé kabáty a kravaty.